# Меньшиков, Николай Иванович
Николай Иванович Меньшиков (10 мая 1923 — 17 мая 1988) — помощник командира взвода 340-й отдельной разведывательной роты 274-й стрелковой дивизии, старший сержант — на момент представления к награждению орденом Славы 1-й степени.

## Биография
Родился 10 мая 1923 года в городе Рыбинске Ярославской области. Окончил 7 классов. Работал в речном порту судовым кочегаром.
В 1942 году был призван в Красную Армию. Воевал на Западном, 1-м Белорусском фронтах, стал разведчиком. Служил в отдельной разведывательной роте 274-й стрелковой дивизии. Участвовал в боях за освобождение Смоленщины, Белоруссии и Польши.
В конце весны 1943 года под городом Ярцево в составе разведгруппы младший сержант Меньшиков участвовал в разведке боем. Разведка боем проводилась днем на участке 961-го стрелкового полка. Разведывательная группа стремительно бросилась во вражескую траншею и атаковала блиндаж. В схватке Меньшиков лично захватил «языка», разведгруппа уничтожила более 20 фашистов. За участие в этой операции Меньшиков был награждён орденом Красного Знамени.
11 марта 1944 года под деревней Мосино сержант Меньшиков проник в тыл противника, разведал его оборону и доставил сведения командованию полка. 15 марта в составе разведывательной группы во время разведки боем ворвался в траншею врага, где бойцы ликвидировали 8 противников и пулемёт. Приказом от 22 марта 1944 года сержант Меньшиков Николай Иванович награждён орденом Славы 3-й степени.
20 июля 1944 года старший сержант Меньшиков со своими бойцами в числе первых переправился через реку Западный Буг у населенного пункта Кладнев, закрепился на другом берегу и удерживал позицию до подхода основных сил. Приказом от 23 июля 1944 года старший сержант Меньшиков Николай Иванович награждён орденом Славы 2-й степени.
22 июля 1944 года северо-восточнее деревни Дольна старший сержант Меньшиков во главе группы из 15 разведчиков переправился через реку Висла. На левом берегу разведчики отбили несколько контратак противника, своим мужеством и стойкостью помогли основным силам форсировать реку. 20 августа в одном из боев за Вислой старшина Меньшиков получил тяжелое ранение. После госпиталя на фронт больше не вернулся, пришлось ампутировать ногу. За время Великой Отечественной войны разведчик Меньшиков более 60 раз ходил в тыл врага за «языком». В том же 1944 году вернулся в родной город. Стал работать в котельном цехе судоремонтных мастерских рыбинского порта.
Указом Президиума Верховного Совета СССР от 24 марта 1945 года за образцовое выполнение заданий командования в боях с немецко-вражескими захватчиками старший сержант Меньшиков Николай Иванович награждён орденом Славы 1-й степени. Стал полным кавалером ордена Славы.
Последние годы работал слесарем на пивоваренном заводе. Член ВКП/КПСС с 1950 года. Скончался 17 мая 1988 года. Похоронен в Рыбинске.
Награждён орденами Красного Знамени, Отечественной войны 1-й и 2-й степеней, Красной Звезды, Славы 3-х степеней, медалями.
Имя кавалера ордена Славы трёх степеней Н. И. Меньшикова высечено на обелиске у Вечного огня в парке на Волжской набережной города Рыбинска.